# تمرد وودج
كان تمرد وودج (بالبولندية: Powstanie łódzkie) ويُعرف أيضًا بأيام يونيو، انتفاضة للعمال البولنديين ضد الإمبراطورية الروسية في الفترة بين 21–25 يونيو 1905. اعتُبر هذا الحدث أحد الاضطرابات الأكبر في كونغرس بولندا التي سيطرت عليها روسيا خلال الثورة الروسية في 1905. كانت بولندا مركزًا أساسيًا للاقتتال الثوري في الإمبراطورية الروسية 1905–1907، وكان تمرد وودج حدثًا رئيسيًا في تلك الأحداث.
لمدة أشهر، كان العمال في وودج في حالة من الاضطراب، مع حدوث العديد من الإضرابات الشاملة، والتي قُمعت بالقوة بواسطة الجيش والشرطة الروسية. بدأ التمرد بشكل عفوي دون المساندة من أي مجموعة منظمة. تفاجأت المجموعات الثورية البولندية ولم تلعب أي دور فعال في الأحداث التالية. في يوم 21–22 يونيو تقريبًا، وبعد الاشتباكات مع السلطات في الأيام السابقة، بدأ العمال الغاضبون في بناء المتاريس ومهاجمة دوريات الشرطة والجيش. استدعت السلطات المزيد من القوات، كما أعلنت الأحكام العرفية. في 23 يونيو، توقفت الأعمال في المدينة، كما اقتحمت الشرطة والجيش عشرات المتاريس الخاصة بالعمال. في النهاية، بحلول يوم 25 يونيو، تحطمت الانتفاضة، وقُدر عدد الوفيات والإصابات بالمئات. نُشرت التقارير المتعلقة بالانتفاضة في الصحافة العالمية وناقشها النشطاء الاشتراكيون والشيوعيون حول العالم. استمرت الاضطرابات في وودج لعدة أشهر، على الرغم من عدم وجود الاحتجاجات الضخمة كما كانت سابقًا.

## الخلفية

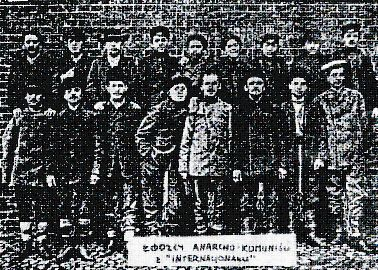
أعضاء من مجموعة شيوعية لاسلطوية في وودج عام 1906.

في بداية القرن العشرين، ساهمت الأحوال الاقتصادية السيئة في زيادة التوترات في روسيا وبولندا: أضرت الحرب الروسية اليابانية بالاقتصاد في مملكة بولندا، وبنهاية عام 1904، فقد أكثر من 100 ألف عامل بولندي وظائفهم. في نهاية القرن التاسع عشر وبداية القرن العشرين، أصبحت وودج مركزًا صناعيًا بولنديًا رئيسيًا، وأصبحت متمدنة وصناعية بشدة، وبسبب الطبقة العاملة الضخمة هناك أصبحت معقلًا للحركة الاشتراكية البولندية. انتشرت أخبار الثورة الروسية في 1905، بجانب روحها الثورية، القادمة بسرعة من سانت بطرسبرغ إلى بولندا التي سيطرت عليها روسيا، حيث ارتُكبت مذبحة في حق المتظاهرين في 22 يناير. كانت بولندا مركزًا أساسيًا للاقتتال الثوري في الإمبراطورية الروسية 1905–1907، وكان تمرد وودج حدثًا رئيسيًا في تلك الأحداث. كان العمال في وودج قد بدأوا بالفعل في الإضراب قبل يوم 22 يناير، وبحلول 31 يناير كانت تقارير الشرطة القيصرية تشير إلى حمل المتظاهرين للافتات بشعارات مثل «تسقط الأوتوقراطية! تسقط الحرب!». استغلت بعض الفصائل في روسيا وبولندا تلك الاحتجاجات؛ أراد بعضها المزيد من التغييرات الجذرية وأراد البعض الآخر تغييرات جذرية أقل. بعد فترة أصبح أكثر من 400 ألف عاملًا مشاركين في الإضرابات في بولندا.
اعتقد الجناح الموالي ليوزف بيوسوتسكي داخل الحزب الاشتراكي البولندي أن البولنديين لا بد أن يظهروا إصرارهم على استعادة الاستقلال من خلال الاحتجاجات النشطة والعنيفة ضد الروس. لم يشترك الحزب الوطني الديمقراطي بقيادة رومان دموسكى معهم في هذا الرأي وكذلك الجناح «اليساري» أو («الشاب») في الحزب الاشتراكي البولندي. فضل الديمقراطيون الوطنيون التعاون مع السلطات الروسية، بينما أراد اليسار في الحزب الاشتراكي البولندي العمل مع الثوريين الروسيين للإطاحة بالقيصرية ورأوا أن خلق يوتوبيا اشتراكية ذا أهمية أكبر من الاستقلال البولندي.
تسببت الحرب الروسية اليابانية في معارضة صاعدة عبر الإمبراطورية الروسية، بما في ذلك المقاطعات البولندية. في 26 يناير 1905، شارك قرابة 6 آلاف عاملًا في وودج في إضراب كبير. في اليوم التالي، أُعلن الإضراب العام، وفي اليوم الذي تلاه، أضرب 70 ألف عامل. طالبوا بالعمل لثماني ساعات في اليوم ودعم المرضى. شارك الطلاب في بعض الاحتجاجات العمالية، وطالبوا بإنهاء سياسة الترويس. حدث إضراب آخر كبير خلال يوم العمال في 1 مايو وأثر على ما يقرب من نصف صناعات المدينة. في 3 مايو، ذكرى الدستور البولندي، حدثت احتجاجات أخرى مع نغمات قومية خفيفة. في 30 مايو، طلب رجال الصناعة في وودج مساعدة الحاكم العام الروسي.
يُذكر مقتل العامل جيرزي جرابزينسكي على يد الفرسان القوزاق في غروهمانا كشرارة للتمرد. في 18 يونيو 1905، فتحت الشرطة الروسية النار على أحد الاحتجاجات العمالية من بين العديد من الاحتجاجات الأخرى، ليقتلوا عشرة عمال تقريبًا، والذين حضر جنازاتهم أكثر ما تراوح من 50 ألف حتى 70 ألف شخص، وتطور الأمر إلى احتجاجات ضخمة في 20 و 21 يونيو. تعرض الفرسان القوزاق للجنازة في يوم 21 يونيو مرة أخرى؛ ألقت الجموع بالحجارة، ورد الفرسان الروس بإطلاق النار، ليقتلوا 25 شخصًا ويجرحوا المئات. دعت الديمقراطية الاجتماعية لمملكة بولندا وليتوانيا (SDKPiL) للإضراب العام في 23 يونيو.
كان للحزب الاشتراكي البولندي بقيادة بيوسودسكي سياسة بدعم الاحتجاجات والتحرش بالشرطة، على الرغم من عدم التخطيط لانتفاضة كبيرة هنا أو هناك. تفاجأ الحزب الاشتراكي البولندي، بالإضافة إلى بقية المنظمات الاشتراكية، مثل الجبهة اليهودية والديمقراطية الاجتماعية لمملكة بولندا وليتوانيا، بحجم الثورة العفوية مثلما تفاجأت بها السلطات الروسية؛ تكونت قوات الحزب الاشتراكي البولندي في وودج من 10 أعضاء منتظمين ومسلحين من الحزب الاشتراكي البولندي وعشرات العمال شبه المسجلين. أُرسلت مجموعة أكبر من وارسو بقيادة فاليري سوافيك ولكنها لم تصل في التوقيت المناسب للسيطرة أو التأثير على الانتفاضة؛ كانت في النهاية حركة احتجاجية أناركية غير منظمة ضد الحكومة الروسية.